# レイ・マナイ
レイ・アルド・マナイ（Rey Aldo Manaj, 1997年2月24日 - ）は、アルバニア・ルシュニャ出身のサッカー選手。ポジションはFW。アルバニア代表。

## 経歴

### クラブ
アルバニアのルシュニャ出身。2008年に両親と共にイタリアのピアチェンツァへ引越し、同時にピアチェンツァ・カルチョと契約を結んだ。
2012年、USクレモネーゼの下部組織へ移籍。翌年にUCサンプドリアの下部組織へレンタル移籍し、監督を務めるエンリコ・キエーザの指導を受けた。クレモネーゼ復帰後はトップチームでプレイし、21試合に出場した。
2015年7月、インテルナツィオナーレ・ミラノへの移籍が決定。8月23日のアタランタBC戦でセリエAデビューを果たした。2016年7月11日、昇格組のペスカーラへ1年間のレンタル移籍を果たしたが、12試合で2得点に終わり半年でレンタル契約を解除した。2017年1月18日、セリエBのACピサへレンタル移籍。
2020年1月20日、FCバルセロナBと2023年までの契約を結んだことを発表。2021-22シーズンにはトップチームに昇格したが、公式戦出場の無いまま8月31日にスペツィア・カルチョへのローン移籍が発表された。
2022年7月12日、3年契約でワトフォードFCに移籍した。しかしワトフォードでは怪我の影響もあり1月末時点で公式戦7試合の出場に留まり、2023年2月9日に双方合意の元契約解除が発表された。
2023年8月22日、スィヴァススポルに移籍した。

### 代表
2015年11月13日、コソボとの親善試合で54分から途中出場しアルバニア代表デビューを果たすと、その12秒後にファーストタッチで代表初得点を記録した。